# Die Dienstagsfrauen – Sieben Tage ohne
Die Dienstagsfrauen – Sieben Tage ohne ist ein deutscher Fernsehfilm von Olaf Kreinsen aus dem Jahr 2014. Es ist der zweite Film der Trilogie Die Dienstagsfrauen von Monika Peetz.

## Handlung
Wieder treffen sich die Freundinnen Caroline, Eva, Estelle und Judith zu ihrem monatlichen Dienstagstreffen, zu denen sich auch die junge Mutter Kiki gesellt hat. Eva verspätet sich allerdings, da sich ihre Mutter  gerade bei einem Treppensturz Hüfte und Bein gebrochen hat und sie mit ins Krankenhaus gefahren ist. Da sie ihre Mutter nun gut  versorgt weiß, kann sie sich mit ihren Freundinnen unbesorgt der Planung für ihren gemeinsamen Kurzurlaub widmen. Obwohl Eva gutes Essen sehr zu schätzen weiß, kommt ausgerechnet von ihr der Vorschlag, einen Fastenurlaub zu planen. Ihr Hintergedanke dabei ist aber nicht Fasten, sondern das Ziel „Burg Rabenfeld“. Sie hofft dort eine Spur zu ihrem Vater zu finden, da sie vor kurzem eine Ansichtskarte mit dieser Adresse gefunden hatte.
Die Vier machen sich auf den Weg in die Fränkische Schweiz und sehen den nächsten sieben Tagen der Entschleunigung und Entschlackung fernab von Büroalltag, Großstadttrubel und Familienstress mit gemischten Gefühlen entgegen. Im Burghotel angekommen begutachtet Eva jeden älteren Herrn, dem sie begegnet mit fragenden Augen, ob derjenige wohl ihr Vater ist. Kiki, die Fünfte im Bunde, will mit ihrer kleinen Familie selber anreisen, doch der Wagen streikt und so trifft sie zunächst allein ein. Sie alle stürzen sich in ihre ersten Anwendungen, die allerdings nur aus speziellen Säften bestehen und sie den ganzen Tag auf die Toilette treiben. In den nächsten Tagen leidet die Stimmung durch das karge Fastenmenü, Turnen, Schweigen und Basteln. Trotzdem wollen sich die Fünf nicht unterkriegen lassen, schließlich machen sie das alles freiwillig.
Nach drei Tagen trifft Kikis Mann mit ihrer wenige Monate alten Tochter Greta ein. Ihm ist zu Ohren gekommen, dass er möglicherweise gar nicht Gretas Vater ist. Kurzerhand lässt er Kiki das Kind da und verschwindet. So muss sie sich den anderen Vier notgedrungen erklären. Doch jede von ihnen hat ebenfalls ganz persönliche Sorgen, sodass es gut tut nun davon zu sprechen und den Beistand der Freundinnen zu erfahren. Eva lüftet als nächste ihr Geheimnis, nachdem ihre Mutter mehrfach versucht hat sie zu erreichen und dabei immer nur den Burgherren Leo Falk angerufen hat, den Regine Beckmann aus der Zeit kennt, als sie auf der Burg in jungen Jahren gearbeitet hatte. Caroline muss sich als nächste outen, als ihr Mann Philipp plötzlich auftaucht und sie ihren Freundinnen gestehen muss, dass sie sich mit ihm versöhnt hat. Judith hat gerade festgestellt, dass sie eine Frau geküsst hat und sich das „gar nicht so schlecht“ angefühlt hätte. Lediglich Estelle scheint ohne größeren eigenen Kummer die Reise zur Burg angetreten zu haben.
Auf der Suche nach ihrem unbekannten Vater, trifft Eva immer wieder auf den leicht verwirrten Dorfbewohner Emmerich. Er hatte seinerzeit viele Fotos gemacht und so hofft Eva auf alten Bildern Hinweise zu finden und die führen nun ausgerechnet zu ihrem Nachbarn Henry Schmitz. Nachdem ihre Fastenwoche zu Ende geht, erwarten Eva zu Hause nicht nur ihre drei Kinder und der Ehemann, sondern auch schon ihre Mutter. Die wird sogleich von Eva auf ihren Vater angesprochen und so erklärt sie ihr, dass sich Henry seinerzeit auch in ihre Freundin und Olga verliebt hatte, die er später heiratete, was sie akzeptierte und um deren glückliche Ehe nicht zu gefährden, hatte sie Eva nie erzählt, wer ihr Vater war. Das muss letztendlich auch Eva akzeptieren, die ohne es zu wissen immer ihren Vater in der Nähe hatte.
Freundin Kiki versöhnt sich mit ihrem Mann, dem klar geworden ist, dass nur er der Vater von Greta sein kann, weil er von Anbeginn für sie da war. Caroline möchte dagegen ihre Ehe auf Distanz behalten, weil sie festgestellt hat, dass sie noch nie so viel Spaß mit ihrem Mann hatte wie jetzt. Estelle freut sich nach der Fastenwoche bequem in ihre Boutiquenmode zu passen und Judith bleibt weiter auf der Suche nach ihrem ganz persönlichen Glück.

## Hintergrund
Die Trilogie besteht aus Die Dienstagsfrauen … auf dem Jakobsweg zur wahren Freundschaft, Die Dienstagsfrauen – Sieben Tage ohne und Die Dienstagsfrauen – Zwischen Kraut und Rüben. Sie sind Verfilmungen der Die-Dienstagsfrauen-Romane von Monika Peetz.

### Kritiken
Rainer Tittelbach von tittelbach.tv meint insgesamt ist es: „Ein sympathischer, gut strukturierter Film, der seine Themen anreißt und sich – trotz diverser Lernprozesse seiner Heldinnen – am Ende genregemäß in Wohlgefallen auflöst. Nette Unterhaltung!“ „Die Verbindung zwischen dem Alltag in der Fastenwochen und den Lebensthemen der Heldinnen sind zwar recht plausibel miteinander verwoben, doch gegen Ende verläuft dann doch alles etwas unmotiviert und holterdipolter. Das ist dann eher dem Leben abgelauscht und hat wenig mit Komödiendramaturgie zu tun. Das ist sympathisch, wirkt letztlich dann aber doch wieder künstlich hingedreht.“
Die Redaktion der TV Spielfilm ist der Meinung: „Mit munteren Sprüchen und selbstironischem Spiel knüpft der gut besetzte Damenfünfer nahtlos an den Erfolg der ‚Dienstagsfrauen’ von 2011 an. Zwar bietet diese Bestsellerverfilmung im Grunde bloß Fernsehroutine, die aber ist nett gemacht und steht mit beiden Beinen auf dem Boden.“ Fazit: „Nicht weltbewegend, aber jederzeit sympathisch.“

## Verweise
- Die Dienstagsfrauen – Sieben Tage ohne in der ARD-Mediathek, abrufbar bis 25. Juli 2026
- Die Dienstagsfrauen – Sieben Tage ohne  bei crew united